# НИ-1
Танк НИ-1 (от „На испуг“), „Январец“, „Одесский танк“ – лек танк, представляващ брониран трактор, набързо построен в Одеса по време на отбраната на града към лятото и есента на 1941 г., като се вземат предвид възможностите на индустрията на обсадения град. Одеските заводи произвеждат повече от петдесет от тези машини, които са използвани от части на Червената армия по време на отбраната на града.

## Развитие
В началото на войната между страните от Оста и Съветския съюз по-голямата част от фабриките са евакуирани, включително повечето съоръжения от Януарското въстание. Машините обаче са оставени там и е решено те да бъдат използвани за ремонт на танкове, повредени от боевете на фронта.
Когато армията, сражаваща се в покрайнините на Одеса (градът удържа позициите си 72 дни преди отстъплението на Оста), започва да изпитва недостиг на танкове, останалите фабрични работници решават да построят своя собствена бойна машина. С помощта на работници от други фабрики фабричните работници от Януарското въстание построяват голям метален корпус и го монтират на трактор. Добавена е и кула, която може да побере планинско оръдие или тежка картечница. Домашно изработената броня е комбинация от тънки корабни стоманени или котелни плочи и листове дърво или гума, за да се подобри защитата срещу малокалибрени оръжия. Резултатът е импровизирана бойна машина, подобна на много други, разработени по време на войната; тя обаче се откроява от другите поради мощността си и шума, генериран от движението ѝ.
Въоръжението варира в зависимост от наличността по това време и може да включва картечници, оръдие ШВАК, малки кули от Т-26 модел 1931, 37-мм планински оръдия модел 15R или 45-мм противотанкови оръдия.

## История на производството
По време на обсадата на Одеса са произведени общо 69 танка НИ. Те се сражават срещу Оста редом със силите на Червената армия.

## Употреба на фронта
68 танка НИ (т.е. всички без един) са заловени от румънските съюзници на Оста в края на обсадата, 14 от които все още са в изправност на 1 ноември 1942 г.